# Renault AHS
Le Renault AHS était un utilitaire léger fabriqué par le constructeur français Renault à Boulogne-Billancourt, en pleine guerre, sous la France occupée par les troupes nazies, de 1940 à 1944, puis jusqu'en 1947. C'est le remplaçant du Renault AGC. Sa charge utile était de 2 tonnes. Dans les publicités Renault de l'époque, il était présenté comme le "Camion léger de 2 tonnes".

## Histoire
Le prototype du Renault AHS a été présenté en décembre 1939. Il a été développé pour remplacer le Renault AGC pour les besoins de l'armée française. Son poids à vide était de 2 480 kg et la charge utile de 2 500 kg. Il restera au stade du prototype unique, car il ne sera pas retenu pour la série. La production en série du modèle définitif n'a pu démarrer qu'en 1941, en raison de l'avancée et de l'occupation des troupes allemandes.

### Renault AHS(Août 1941 - Mars 1944)
Le modèle de série mesurait 5,60 m de longueur, 2,03 m de largeur et 2,41 m de hauteur. Il était livrable uniquement en version cabine plateau à ridelles rabattables avec arceaux et bâche, d'une longueur utile de 3,51 m sur 1,86 m de large avec des ridelles de 0,60 m de hauteur. Son poids à vide était de 2 400 kg pour une charge utile de 2 000 kg. Son moteur, celui de la Renault Primaquatre de 1937, était le 4 cylindres essence Renault 603 de 2 383 cm3 développant 46 ch à 2 800 tr/min, d'une boîte de vitesses à 4 rapports avant et une marche arrière, un pont à simple réduction 1/6,83. La vitesse maximale en charge était de 60 km/h avec une consommation de 22 litres au 100 km. La production totale a été de 7 985 exemplaires.
Il diffère profondément de son prédécesseur an abandonnant la cabine à capot au profit d'un cabine avancée à la face plate inclinée. Produit dans la même lignée que l’AGC, l’AHS était cependant plus petit. Il a surtout été utilisé pour le transport de matériel léger.

### Renault AHS-1(Fév. 1942 - Juillet 1944)
C'est la version gazogène du AHS, équipée du même moteur mais avec gazogène (type 703) ce qui a réduit la puissance à 35 ch toujours à 2 800 tr/min, charge utile de 2 000 kg. La démultiplication du pont arrière est de 5x43 ce qui lui confère une vitesse maximale de 51 km/h à vide et 48 km/h en charge. Production : 347 ex.

### Renault ASH-2(Sept. 1944 - Sept. 1945)
Version identique au ASH 1 équipée d'un gazogène, puissance 35 ch. Les différences par rapport au ASH 1 sont les phares et les roues en tôle remplacées par des roues type artillerie. Production 275 ex.

### Renault AHS-3(Nov. 1944 - Juin 1946)
Version "actualisée" mais identique au ASH 1. Production : 6 253 ex.

### Renault AHS-4(Mars 1946 - Février 1947)
Modèle sans grand changement par rapport à la version précédente sauf le plateau qui a été surbaissé ce qui oblige des passages de roues modifiés. Production : 3 700 ex.

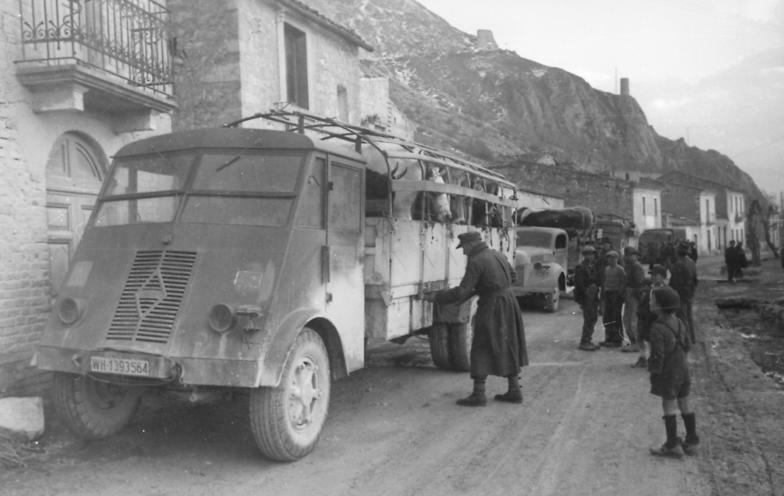
Renault Lastkraftwagen 2t de la Wehrmacht

### RenaultLastkraftwagen 2t(1941-1944)
Environ 23.000 exemplaires de ce véhicule, tous types confondus, ont été produits et livrés à la Wehrmacht qui les a renommés Lastkraftwagen 2t.